# 川田健太郎
川田 健太郎（かわだ けんたろう、1983年12月9日 - ）は、日本のピアニスト。

## 略歴
東京都新宿区出身。
東京芸術大学音楽学部附属音楽高等学校卒業後、渡露。国立モスクワ音楽院（チャイコフスキー記念国立モスクワ音楽院）本科をロームミュージックファンデーションの海外派遣奨学生として卒業。学生時代より演奏活動を開始し、ソロ、室内楽奏者として全国各地で活動。
これまでにソリストとして、東京フィルハーモニー交響楽団、東京ニューシティ管弦楽団、神奈川フィルハーモニー管弦楽団、仙台フィルハーモニー管弦楽団、大阪フィルハーモニー交響楽団、大阪交響楽団、九州交響楽団、名古屋フィルハーモニー交響楽団と共演。
若い芸術家の活動支援を目的としたNPO法人「芸術・文化 若い芽を育てる会」の発足に携わり、現在理事。
上野学園大学・高等学校・中学校および白梅学園大学・短期大学で各非常勤講師（なお上野学園大学時には横山幸雄、田部京子両教授アシスタントを兼任）を経て、2020年から2023年3月まで名古屋芸術大学にて専任講師、2023年4月より同大学で准教授に就任。

## 受賞歴
- 第14回かながわ音楽コンクール 中学生の部第1位
- 第1回青少年盛岡国際ピアノコンクール第3位
- 第4回東京音楽コンクール第3位[4]
- 第15回セルゲイ・ラフマニノフ国際ピアノコンクール ファイナリスト
- 令和3年度愛知県芸術文化選奨文化新人賞[5]

## 演奏歴
- 2014年　手塚治虫原作音楽劇「ルードウィヒ・B ベートーヴェン～歓喜のうた～」（東京国際フォーラム、シアターBRAVA!）にて、東京&大阪全23公演のバンドマスター兼ピアニストとして演奏、指揮を担当[6]。
- 2015年　「活動30周年 千住明 個展コンサート2015」大阪公演のソリストとしてピアノ協奏曲「宿命」を作曲者本人の指揮のもと演奏
- 2016年　「川棚の杜で川田健太郎が始める、新たなプロジェクト2016“音楽ノ力"」を企画・出演[7]。
- 2016年　「千住明 コンサート Calender」ツアーのピアニストを担当
- 2018年　「『蜜蜂と遠雷』リーディング・オーケストラコンサート～コトダマの音楽会～」東京&大阪全6公演のピアノ演奏を担当[8][9]。
- 2019年　「NACSYMPHONY 2019 「COLOR～彩り続けた楽曲たちの調べ」」全国6公演のピアノ演奏を担当。
- 2021年　「シンフォニー音楽劇『蜜蜂と遠雷』～ひかりを聴け～」神奈川、大阪、福岡全20公演のソロピアニストを担当[10]。
- 2023年　「Yuzuru Hanyu ICE STORY 2023 “GIFT”」にてソロピアニストを担当。
- 2024年　【yomibasho vol.４ 堀井美香 音楽朗読会】にてピアノ演奏を担当。[11]

## 録音など参加作品
- 映画「のだめカンタービレ 最終楽章」にて手元吹替演奏、演奏指導を担当。
- NHKドラマスペシャル「心の糸」にて手元吹替演奏、演奏指導を担当。
- アニメ「金色のコルダ　Blue♪sky」
- NHK8K番組「ルーブル 永遠の美」※ピアノ、オルガン、チェンバロで参加。
- NHK8K番組「ルーブル美術館～美の殿堂の５００年～」※ピアノ、オルガン、チェンバロで参加。
- アニメ「ルパン三世 グッバイ・パートナー」※メインテーマおよび劇中曲の演奏を担当。
- 日能研presents ラジオドラマ「風立ちぬ」クラシックピアノ部分を担当。[12]
- NHK大河ドラマ第63作「光る君へ」にて劇伴音楽のピアノを担当。[13]

## メディア出演
- 音楽雑誌「音楽の友」(2023年5月号)内の特集「グレン・グールドをもういちど」で対談インタビュー[14]。